# 명승 (1355년)
귀의후 명승(歸義侯 明昇: 1355년∼1393년 4월 6일(음력 2월 25일))은 여말선초(麗末鮮初) 시대에 조선(朝鮮)으로 최종 귀화한 중국계 조선인 출신 귀족이다.
그는 원래 중국 명하(明夏) 시대 황제 명옥진(明玉珍)의 아들로, 아버지의 뒤를 이어 황위를 이었다가 명 태조 홍무제 주원장에게 나라가 망하자 결국 고려에 귀화한 여말선초(고려 말기와 조선 초기) 시대 귀족이다. 원나라 쓰촨 성 청두에서 출생하였으며 지난날 한때 원나라 산시 성 옌안에서 잠시 유아기를 보낸 적이 있는 그의 본관은 서촉(西蜀)이다.

## 생애
서촉(西蜀)을 근거지로 세운 제국 명하(帝國 明夏) 시대 황제 명옥진(明玉珍, 1331~1366)의 아들이다. 1362년 1월 16일을 기하여 명하 제국의 황태자로 책봉되었으며 1366년 11세 어린 나이로 군주(君主)에 등극하여 모후 팽태후(彭太后)의 섭정(攝政)을 받은 그는 1367년 8월 21일, 황후 왕씨(皇后 王氏)와 첫 결혼을 하였지만 결국 1371년 탕화(湯和) 장군에게 사실상 원조 및 협조를 받은 명 태조 홍무제 주원장(明 太祖 洪武帝 朱元璋)이 명하(明夏)를 멸망시키자 항복하여 귀의후(歸義侯)에 봉해졌다.
1372년(고려 공민왕 21년, 명 태조 홍무 5년) 5월 명나라 태조(홍무제 주원장)에 의하여 한주(漢主) 출신 진우량(陳友諒)의 아들 진이(陳理, 진리)와 함께 남녀 27인을 거느리고 그에 아울러 부인 왕씨(王氏)까지 모두 동반하여 고려에 귀화하였다. 두 군주의 가속(家屬)이 무릇 27인이었다. 조서에도 이르기를, “군인으로도 만들지 말고 백성으로도 만들지 말며 차라리 그들을 한가하게 거주시켜 스스로 살아가게 하라.” 하였다. 두 군주가 바다를 항행해 와서 개경(서울)에 들어와 대궐에 나아오기에 왕은 보평청(報平廳)에 출어(出御)하였다. 진리와 명승이 계상(階上)에서 절을 하고 왕은 앉아서 절을 받았다. 고려 공민왕은 그들에게 노비와 집을 주어 편안하게 살도록 하였다. 같은 해 6월 명승은 공민왕에게 저포(苧布) 9필을 하사받았다.
공민왕은 명승과 모후 팽씨를 개경 흥국사(興國寺)에 살게 하고, 연안, 백천 양현(兩懸)의 공물(供物)로 공봉(供奉)하였다.
1373년 총랑(摠郎)을 지낸 윤희종(尹熙宗)의 딸과 재혼(두번째 혼인)하였으며, 이후 개경(開京)에서 살았다.
그는 1389년에 폐가립진론(廢假立眞論)을 지지하였고 거듭 고려 공양왕 왕요를 지지하였지만 고려 멸국 후 조선이 창건되자 조선 태조 이성계와 청해군 이지란과 충의평양부원군 조준 등을 지지하였고 결국 조선 왕족으로서의 예우를 받았으며, 조선 태조 2년(1394년) 화촉군(華蜀君)에 봉해지고 충훈세록(忠勳世錄)이 하사되었다.
명승의 어머니 팽황후(彭皇后)는 자수(刺繡)에 능하여 조선 태조 이성계에게 용포(龍袍) 등 궁중 관복(宮中 官服)을 지어 올리고, 부인들의 당의(唐衣)와 수식(首飾)도 처음으로 보급하였다. 1394년(조선 태조 3년) 왕비의 관복(冠服)이 명나라로부터 선사품(선물)으로 왔는데 궁중에서 적의(翟衣)를 입는 법을 몰랐다. 그래서 일찍이 촉국(蜀國)의 황태후(皇太后)였던 명승(明昇)의 어머니 팽옥경화(彭玉景華, 명승의 어머니)를 초청하여 입궁(入宮)토록 해서 가르침을 받은 다음에야 비로소 입을 수가 있었다. 결국 이토록 촉국(蜀國)의 황태후(皇太后)였던 팽옥경화(彭玉景華)는 태조 이성계의 조선 건국 후 조선 초대 군주 즉위식에 대례복을 지어주었다 한다.

## 사후
1396년에 병으로 죽은 뒤 풍해도 연안(豊海道 延安)에 사당(祠堂)이 세워졌고, 그 후 조선 태종은 1404년, 한성부(漢城府)에서 훙서한 폐태후 팽옥경화(廢太后 彭玉景華, 명승의 모후)의 묘를 숙릉(肅陵)이라 하여 국빈(國賓)으로서의 예(禮)를 베풀었다.
김하담(金荷潭)의 《파적록(破寂錄)》에 따르면 "아직도 명승의 후손은 지금까지도 끊어지지 않아 간혹 이들 중에는 과거에 급제하는 자도 있는데, 진이(진리)는 결국 자식이 없어 제사가 끊어졌다."며, 조선시대 시속의 혼례에 부인의 머리꾸밈과 붉은 장삼(長衫)의 제도가 명승(明昇)에게서 나왔다고 한다.

## 가계
- 아버지 : 명옥진(明玉珍)
- 어머니 : 태후 팽씨(太后 彭氏, 본명(本名)은 팽옥경화(彭玉景華)이다.)
- 초씨 장인 : 왕의배(王誼培)
  - 초씨 부인 : 초배 황후 왕씨(初配 皇后 王氏)
    - 딸 : 명척자(明傶字) - 윤성암(尹城巖)의 아들 윤홍박(尹弘博)과 결혼, 자녀 없음.
    - 아들(장남) : 명선자(明宣字) - 윤앙안(尹昻安)의 딸 파평 윤씨와 결혼, 자녀 없음.
- 계씨 장인 : 윤희종(尹熙宗, 아명(兒名)은 윤희왕(尹熙汪)이다.)
  - 계씨 부인 : 윤희종의 딸 파평 윤씨 부인(坡平 尹氏 夫人)
    - 아들(차남) : 명의자(明儀字) - 어린 시절에 요절
    - 아들(삼남) : 명현자(明俔字) - 어린 시절에 요절
    - 아들(사남) : 명준자(明俊字) - 어린 시절에 요절
    - 아들(오남) : 명신자(明信字) - 어린 시절에 요절